# Магнус фон Ебергардт
Магнус фон Ебергардт (нім. Magnus von Eberhardt; 6 грудня 1855, Берлін, Королівство Пруссія — 24 січня 1939, Берлін, Третій Рейх) — німецький воєначальник, генерал від інфантерії Прусської армії. Кавалер ордена Pour le Mérite.

## Біографія
Народився в родині прусського генерал-майора Генріха фон Ебергардта. Молодші брати — Гаспар (1858—1928) і Вальтер (1862—1944) теж стали військовими.
У 1874 році закінчив кадетський корпус і вступив на службу до 93-го піхотного полку німецької армії. У 1881 році закінчив Військову академію. З 1882 року служив у 3-му гвардійському піхотному полку, із 1887 року — ад'ютант 4-ї гвардійської піхотної бригади. З 1889 року командував ротою 3-го гвардійського піхотного полку. У 1890—1891 роках служив у Генеральному штабі. У 1891—1894 роках — начальник штабу 8-ї піхотної дивізії. У 1894—1898 роках служив у Військовому міністерстві. З 1898 року — командир батальйону 12-го гренадерського полку принца Карла Прусського. З 1900 року — начальник відділу Генерального штабу
З 1903 року — начальник штабу 10-го армійського корпусу. У 1904—1907 роках — командир гвардійського фузилерного полку. З 1907 року — начальник штабу гвардійського корпусу. З 5 січня 1911 року — командир 19-ї піхотної дивізії. З 22 березня 1913 року — військовий губернатор Нижнього Ельзасу.

### Перша світова війна
З початком Першої світової війни у Нижньому Ельзасі був сформований резервний корпус, який очолив генерал Еберхардт.. 1 грудня 1914 року корпус Еберхардта був переформований у 15-й резервний корпус, командиром якого залишився Еберхардт. Корпус брав участь у боях біля Кольмара. У вересні 1916 року корпус було включено в склад баварських частин.
З 15 жовтня 1916 року — командир 10-го резервного корпусу. Відзначився під час Другої битви на Ені у квітні-травні 1917 року. У серпні-жовтні 1918 року — тимчасовий виконувач обов'язків командувача 7-ї німецької армії. З 8 листопада по 2 грудня 1918 року командував 1-ю німецькою армією, на цій посаді керував демобілізацією армії. 2 грудня 1918 року вийшов у відставку.
Після війни жив у Єні та Берліні. Помер і похований у Берліні.

## Звання
- Другий лейтенант (23 квітня 1874)
- Оберлейтенант (29 серпня 1883)
- Гауптман (22 березня 1889)
- Майор (18 жовтня 1894)
- Оберстлейтенант (18 квітня 1901)
- Оберст (18 квітня 1903)
- Генерал-майор (11 вересня 1907)
- Генерал-лейтенант (27 січня 1911)
- Генерал піхоти (18 серпня 1914)[4]

## Нагороди
- Орден Корони (Пруссія) 2-го класу[5]
- Столітня медаль
- Хрест «За вислугу років» (Пруссія)
- Орден Генріха Лева, командорський хрест 1-го класу
- Орден Філіппа Великодушного, командорський хрест 2-го класу
- Орден Грифона, командорський хрест
- Орден «За військові заслуги» (Болгарія), великий офіцерський хрест
- Орден Спасителя, золотий хрест (Грецьке королівство)
- Орден Оранських-Нассау, командорський хрест (Нідерланди)
- Орден Оранського дому, командорський хрест (Нідерланди)
- Орден Святої Анни 2-го ступеня (Російська імперія)
- Орден Корони Сіаму, лицар-командор
- Орден Святого Йоанна (Бранденбург), лицар справедливості
- Залізний хрест 2-го і 1-го класу
- Pour le Mérite (травень 1917)
- Орден Червоного орла 1-го класу з дубовим листям і мечами (31 грудня 1918)
- Почесний хрест ветерана війни з мечами